# Luvanor Donizete Borges
Luvanor Donizete Borges, detto Luvanor (Pirajuba, 15 febbraio 1961), è un ex calciatore brasiliano.

## Carriera
Esordisce con la maglia del Goiás, che partecipa al Campionato Goiano e che vince inizialmente in due occasioni. Nell'estate del 1983 vola in Italia in seguito all'ingaggio nel neopromosso Catania del presidente Angelo Massimino. Qui forma insieme al connazionale Pedrinho la prima coppia di stranieri dalla riapertura delle frontiere della squadra etnea, e gioca insieme a Claudio Ranieri e ad Andrea Carnevale. La stagione per i siciliani si conclude però in maniera fallimentare: retrocessione all'ultimo posto con soli 12 punti conquistati (1 vittoria, 10 pareggi e 19 sconfitte), ben 10 in meno del Pisa penultimo. Luvanor scende però in campo in tutte e 30 le partite.
Il giocatore rimane nella squadra nelle due stagioni successive in Serie B, che i rossoazzurri concludono sempre nella metà inferiore della graduatoria. Torna poi in Brasile nel 1986, militando anche nel Santos e nel Flamengo, abbandonando infine la carriera nel 1993.

## Palmarès

### Club

#### Competizioni nazionali
- Campionato Goiano: 3

Goiás: 1981, 1983, 1990
- Taça Guanabara: 1

Flamengo: 1988
- Campionato Baiano: 1

Bahia: 1993

### Nazionale
- Torneo di Tolone: 1

1983